# Демидко, Владимир Николаевич
Владимир Николаевич Демидко (укр. Володимир Миколайович Демидко; 12 февраля 1952, Донецк, Украинская ССР — 10 ноября 2015) — украинский государственный и политический деятель. Народный депутат Верховной рады Украины от Партии регионов V, VI и VII созывов (2006—2014). С начала 2000-х годов работал с Виктором Януковичем, в 2006—2007 и 2010—2014 годах был его внештатным советником. Один из инициаторов изменений в Регламенте Верховной Рады Украины в 2010 году.
По некоторым данным входил в ближнее окружение Виктора Януковича и имел дружеские отношения с Николаем Азаровым. После победы Януковича на президентских выборах 2010 года несколько лет был заместителем главы Партии регионов Николая Азарова. Участвовал в принятии «Законов 16 января», за что после Евромайдана в его отношении началось уголовное преследование. Из-за уголовного преследования у него ухудшилось состояние здоровья, вследствие чего он впал в кому, а затем скончался. В 2016 году были обнародованы документы под общем названием «„Чёрная касса“ Партии регионов», в которых Демидко был одним из фигурантов. Кавалер ордена «За заслуги» III степени (2011).

## Биография

### Молодость и работа в промышленности
Владимир Демидко родился 12 февраля 1952 года в Донецке. Его отцом был рабочий. В пятнадцать лет Владимир поступил в Рутченковский горный техникум, который окончил в 1971 году. За год до окончания техникума он начал работать на предприятии «Донецкуголь», где в течение трёх лет последовательно занимал должности рабочего, крепёжника и горного мастера. С 1973 года работал в Министерстве угольной промышленности Украинской ССР, где стал инженером в техническом управлении, а затем достиг должности заместителя руководителя этого ведомства. В 1980 году Демидко окончил Московский горный институт по специальности «технология и комплексная разработка месторождений полезных ископаемых».

Лично я после института действовал по принципу: бери шинель — иди на шахту, в 250 километрах от дома. Мне тоже хотелось круглосуточной горячей воды и красивого ночного освещения на центральной площади. Но так было надо.— Владимир Демидко, 2011
Начиная с 1987 года Демидко работал в родном городе, последовательно занимал должности помощника генерального директора Донецкого государственного производственного объединения угольной промышленности, помощника начальника на предприятия «Главдонецкуголь» и главного инженера в управлении Государственного горного технического надзора Украинской ССР по Донецкой области. С 1991 года был главным инженером и заместителем директора по производству шахты имени К. Поченкова. С октября 1995 года по 1998 год был главным инженером в Донбасском научном центре Академии горных наук Украины.

### В политике

#### Начало политической деятельности
На протяжении двух лет начиная с 1998 года Владимир Демидко возглавлял отделение Либеральной партии Украины по Донецкой области. На парламентских выборах 1998 года он баллотировался в Верховную раду Украины III созыва от Блока «Партия труда и Либеральная партия — ВМЕСТЕ», но по итогам выборов так и не был избран народным депутатом.
С 2000 года Владимир Николаевич работал начальником управления по вопросам внутренней политики в Донецкой областной государственной администрации, которую на тот момент возглавлял Виктор Янукович. По данным политолога Константина Бондаренко, Демидко и Янукович были знакомы ещё со времён «эпохи застоя», когда последний был директором автобазы. Бондаренко назвал Демидко одним из ближайших соратников Януковича.
С 2003 года после того как Янукович стал премьер-министром Украины, а Донецкую облгосадминистрацию возглавил Анатолий Близнюк, Демидко стал его заместителем по вопросам информационной политики, национальностей, культуре и спорту. В 2005—2006 годах он возглавлял аппарат организации Партии регионов в Донецкой области. На местных выборах в марте 2006 года Владимир Демидко был избран депутатом в Донецкий областной совет V созыва.

#### В Верховной раде V созыва
Одновременно с местными, в стране прошли и парламентские выборами. На этих выборах Демидко баллотировался под № 201 избирательного списка Партии регионов. К моменту выборов он был членом этой политсилы. Однако, по итогам выборов, депутатский мандат получили первые 186 номеров списка Партии регионов. В августе 2006 года Верховная рада Украины V созыва сформировала новое правительство во главе с Виктором Януковичем. Двенадцать членов этого правительства были депутатами Верховной рады Украины V созыва, и согласно украинскому законодательству переходя на работу в Кабинет министров Украины должны были сложить с себя депутатские полномочия и передать их следующим за ними по избирательному списку кандидатам. Сразу же после назначения Януковича премьером, Демидко стал заместителем главы Службы премьер-министра Украины Сергея Лёвочкина. Занимал эту должность до сентября, а затем стал советником премьер-министра на общественных началах (оставался на этой должности вплоть до декабря 2007 года).
12 сентября депутатские полномочия новых членов Кабмина были прекращены, а 14 сентября Центральная избирательная комиссия Украины утвердила народными депутатами Верховной рады Украины V созыва 12 человек, среди которых был и Демидко. В тот же день он вошёл в депутатскую фракцию Партии регионов. Со 2 ноября 2006 по 6 июня 2007 года он входил в состав комитета Верховной рады Украины по вопросам здравоохранения. 12 января 2007 года народный депутат Демидко был включён во Временную специальную комиссию Верховной рады Украины по изучению вопросов анализа состояния соблюдения Конституции и законов Украины в нормотворческой и правоприменительной деятельности государственных органов, должностных лиц и прочих субъектов властных полномочий. 6 июня 2007 года возглавил выделенный из комитета по вопросам здравоохранения подкомитет по вопросам контроля за исполнением государственных программ в области охраны здоровья. Депутатская каденция Демидко, как и всей Верховной рады Украины V созыва, завершилась 23 ноября 2007 года.

#### В Верховной раде VI созыва
На парламентских выборах 2007 года Демидко вновь баллотировался по списку Партии регионов, заняв в нём 170-ю позицию. По итогам выборов он стал народным депутатом Верховной рады Украины VI созыва и приступил к исполнению своих депутатских полномочий 23 ноября 2007 года. Тогда же Владимир Николавеич вступил во фракцию Партии регионов, 26 декабря — стал членом комитета Верховной рады Украины по вопросам Регламента, депутатской этики и обеспечения деятельности Верховной рады Украины, а на следующий день возглавил подкомитет этого комитета по вопросам Регламента. В марте 2009 года Демидко был включён в состав Временной следственной комиссии Верховной рады Украины, которая занималась расследованием обстоятельств незаконного задержания, содержания под стражей и возбуждения уголовного дела в 2005 году в отношении Бориса Колесникова. Кроме того, во время этой каденции он входил в группы по межпарламентским связям с Австралией, Бразилией, Великобританией, Германией, Иорданией, Италией, Китаем, Кубой, Марокко, Россией, США, Францией, Швейцарией, Японией, а также был включён в Постоянную делегацию Украины в Межпарламентскую ассамблею СНГ.
В феврале 2010 года на Украине прошёл второй тур президентских выборов, победу в котором одержал Виктор Янукович. В том же месяце состоялась инаугурация Януковича. В начале марта в парламенте распалась действующая коалиция состоящая из членов фракций «Блок Юлии Тимошенко», «Наша Украина — Народная самооборона» и «Блок Литвина». Для того, что бы не допустить роспуска Верховной рады спустя 30 дней после распада коалиции, как того требовал Регламент Верховной рады Украины, Владимир Демидко и его коллега по фракции Валерий Бондик предложили внести поправку в Регламент ВРУ, которая бы меняла принцип формирования коалиции. Суть этой поправки заключалась в том, что коалиция, которая ранее формировалась исключительно из депутатских фракций, теперь могла быть создана при участии внефракционных депутатов. В итоге, уже 4 марта эта поправка была принята, а ещё через неделю была сформирована новая коалиция получившая название «Стабильность и реформы». Впоследствии, академик НАПрНУ А. В. Задорожний называл такое формирование коалиции незаконным, и рассматривал его как один из пунктов «узурпации власти режимом Януковича». По мнению Задорожниго, узурпация власти, в совокупности с другими негативными аспектами президентства Януковича стала правовой основой «для восстания против режима» в 2014 году.
В тот же день, когда была сформирована новая коалиция Демидко был назначен внештатным советником Виктора Януковича по вопросам региональной политики. Став Президентом Украины Янукович ушёл с поста главы Партии регионов и политсилу возглавил Николай Азаров, а Владимир Демидко стал заместителем главы партии. Он отвечал за идеологию партии и коммуникацию её членов. Указом Президента Украины Виктора Януковича от 23 августа 2011 года № 845/2011 «Об отличии государственными наградами Украины по случаю 20-й годовщины независимости Украины» Владимир Николаевич Демидко «за значительный личный вклад в становление независимости Украины, утверждение её суверенитета и международного авторитета, заслуги в государственной, социально-экономической, научно-технической, культурно образовательной деятельности, добросовестное и безупречное служение Украинскому народу» был награждён орденом «За заслуги» III степени.

#### В Верховной раде VII созыва
На парламентских выборах 2012 года Владимир Демидко вновь баллотировался по списку Партии регионов, в котором занимал 28-ю строку и по итогам был избран народным депутатом Украины в третий раз. Политологи Александр Фисун и Александр Полищук считали его причастным к группе влияния Президента Украины в парламенте. 29 ноября 2012 года Демидко, вместо действующего премьера Николая Азарова, который возглавил избирательный список Партии регионов на выборах, был включён в состав депутатской группы, которая занималась подготовкой к началу работы Верховной рады Украины VII созыва и определяла момент начала работы этого созыва. В итоге, согласно решению группы каденция народных депутатов VII созыва началась 12 декабря 2012 года. В тот же день, Демидко вступил во фракцию Партии регионов и стал членом Счётной комиссии Верховной рады Украины, а спустя ещё две недели во второй раз стал членом комитета по вопросам Регламента, депутатской этики и обеспечения деятельности Верховной рады Украины. Кроме того, Демидко был членом групп по межпарламентским связям с Израилем, Индонезией, Китаем и Швецией, а также сохранил своё место в Межпарламентской ассамблее СНГ. 18 сентября 2013 года «по собственному желанию» ушёл с поста заместителя главы Партии регионов, а на его место был назначен Борис Колесников.
16 января 2014 года проголосовал «за» законы, получившие впоследствии одноимённое с датой голосования название, которые ограничивали некоторые права граждан. 22 января 2014 года в ходе протестов от власти был отстранён президент Украины Виктор Янукович, а спустя два дня исполняющий обязанности президента Александр Турчинов уволил более сорока советников экс-президента, в том числе и Демидко. Его каденция, также как и каденция всей Верховной рады Украины VII созыва завершилась 27 ноября 2014 года.

### Уголовное преследование и смерть
По словам Николая Азарова, Владимира Демидко «стали преследовать и травить сразу же после государственного переворота». Азаров утверждал, что Демидко уже будучи больным постоянно вызывался на допросы в прокуратуру, после одного из которых у него поднялось давление, вследствие чего произошёл инсульт. По информации экс-коллеги Демидко по фракции Александра Касянюка, инсульт случился 2 марта 2015 года. После инсульта Демидко впал в кому и был помещён в клиническую больницу «Феофания».
13 марта 2015 года когда Демидко уже в был в коме, в рамках расследования дела об организации заседания Верховной рады Украины 16 января 2014 года ему и ещё четырём народным депутатам — членам Счётной комиссии Верховной рады (Александру Зубчевскому, Андрею Пинчуку, Станиславу Скубашевскому и Ярославу Сухому) были предъявлены подозрения в «злоупотреблении властью или служебным положением, которое причинило тяжёлые последствия» (ч. 2 ст. 364 Уголовного кодекса Украины) и «служебной подделке, которая причинила тяжёлые последствия» (ч. 2 ст. 366 Уголовного кодекса Украины). Сам Демидко из-за того, что не «являлся в орган предварительного расследования» был объявлен в розыск.
Владимир Николаевич Демидко скончался в результате болезни 10 ноября 2015 года.
31 мая 2016 года журналисты Сергей Лещенко и Сегвиль Мусаева обнародовали документы чёрной бухгалтерии Партии регионов, которые получили название «„Чёрная касса“ Партии регионов». В этих документах фигурировали более 190 человек, среди которых был и бывший народный депутат Демидко.

## Семья
Владимир Демидко был женат на Любови Николаевне (род. 1950), которая работала бухгалтером на шахте имени Калинина. Имел двоих сыновей — Дмитрия (род. 1974) и Евгения (род. 1981). Старший сын работал менеджером, а младший по состоянию на 2018 год был членом политсовета и президиума Партии регионов, а к 2020 году стал главой организации этой политсилы в Киевской области.

## Личность
В 2011 году журналист украинского издания Главком Святослав Хоменко охарактеризовал Владимира Демидко как «самого непубличного из заместителей главы Партии регионов». Николай Азаров называл Демидко своим товарищем, и характеризовал его как «исключительно честного, порядочного человека», которого «всегда отличали скромность и человечность». В некрологе, распространяемом на сайте политической партии «Оппозиционный блок» говорилось, что он был «блестящим организатором, человеком высочайшей эрудиции и работоспособности, ответственности и чести», также отмечались такие его человеческие качества как «умение слушать и готовность помочь».

С виду ничем неприметный, Демидко считается одним из наиболее влиятельных людей в нынешней властной команде. Парламентские корреспонденты не раз были свидетелями того, как рядовые «регионалы», приветствуя Демидко, чуть ли не кланялись. Да и не только «регионалы» …— журналист Дмитрий Качура, апрель 2012